# Ciblas novads
Ciblas novads was tussen 2009 en medio 2021 een gemeente in Letgallen in het oosten van Letland.
De gemeente ontstond in 2009 bij een herindeling uit de samenvoeging van de landelijke gemeenten Cibla, Blonti, Līdumnieki, Pušmucova en Zvirgzdene.
In juli 2021 ging Ciblas novads, samen met de gemeenten Kārsavas novads en Zilupes novads en de bestaande gemeente Ludzas novads, op in de nieuwe gemeente Ludzas novads.
Steden van de Republiek (republikas pilsētas):

Daugavpils · Jēkabpils · Jelgava · Jūrmala · Liepāja · Rēzekne · Riga · Valmiera · Ventspils

Gemeenten (novadi):

Aglona · Aizkraukle · Aizpute · Aknīste · Aloja · Alsunga · Alūksne · Amata · Ape · Auce · Ādaži · Babīte · Baldone · Baltinava · Balvi · Bauska · Beverīna · Brocēni · Burtnieki · Carnikava · Cēsis · Cesvaine · Cibla · Dagda · Daugavpils · Dobele · Dundaga · Durbe · Engure · Ērgļi · Garkalne · Grobiņa · Gulbene · Iecava · Ikšķile · Inčukalns · Ilūkste · Jaunjelgava · Jaunpiebalga · Jaunpils · Jēkabpils · Jelgava · Kandava · Kārsava · Kocēni · Koknese · Krāslava · Krimulda · Krustpils · Kuldīga · Ķegums · Ķekava · Lielvārde · Līgatne · Limbaži · Līvāni · Lubāna · Ludza · Madona · Mālpils · Mārupe · Mazsalaca · Mērsrags · Naukšēnu · Nereta · Nīca · Ogre · Olaine · Ozolnieki · Pārgauja · Pāvilosta · Pļaviņas · Preiļi · Priekule · Priekuļi · Rauna · Rēzekne · Riebiņi · Roja · Ropaži · Rucava · Rugāji · Rundāle · Rūjiena · Salacgrīva · Sala · Salaspils · Saldus · Saulkrasti · Sēja · Sigulda · Skrīveri · Skrunda · Smiltene · Stopiņi · Strenči · Talsi · Tērvete · Tukums · Vaiņode · Valka · Varakļāni · Vārkava · Vecpiebalga · Vecumnieki · Ventspils · Viesīte · Viļaka · Viļāni · Zilupe